# Rhopophilus albosuperciliaris
El timalí del Tarim (Rhopophilus albosuperciliaris) es una especie de ave paseriforme de la familia Sylviidae endémica del este de China.

## Distribución
Se encuentra únicamente en la cuenca del Tarim y las montañas circundantes. Su hábitat natural son las zonas de matorral seco tanto de montaña como de baja altitud.